# Uovo napoleonico
L'Uovo napoleonico è una delle uova imperiali Fabergé: un uovo di Pasqua gioiello che l'ultimo Zar di Russia, Nicola II donò a sua madre, l'Imperatrice vedova Marija.
Fu fabbricato nel 1912 a San Pietroburgo sotto la supervisione di Henrik Wigström, per conto del gioielliere russo Peter Carl Fabergé, della Fabergè; le miniature sono firmate e datate: "V. Zuiev 1912".
È l'unico uovo, insieme all'Uovo dello yacht Štandart del 1907, di cui sono stati ritrovati i disegni dei progetti.

## Proprietari
Nel 1917, durante la Rivoluzione russa, l'uovo fu confiscato dal Governo provvisorio come molti altri tesori imperiali,
nel 1930 fu venduto dall'Antikvariat, insieme ad altre nove uova, alle Hammer Galleries di New York, un collezionista privato l'acquistò nel 1937, nel 1951 fu venduto a Matilda Geddings Gray alla cui morte, nel 1971, l'uovo passò alla Matilda Geddings Gray Foundation.
Successivamente l'uovo è stato esposto al pubblico nel New Orleans Museum of Art con la Matilda Geddings Gray Foundation Collection (MGGFC);
dal marzo 2007 fino al 5 giugno 2011 la collezione è stata ospitata presso il Cheekwood Botanical Garden and Museum of Art di Nashville.
Dal 22 novembre 2011 e fino al 27 novembre 2016 la collezione sarà in mostra presso il Metropolitan Museum of Art a New York.

## Descrizione
L'uovo commemora il centenario della Battaglia di Borodino durante l'invasione della Russia di Napoleone del 1812.
L'uovo è coperto di smalto traslucido verde smeraldo su fondo ghiglioscé e da decorazioni d'oro in un opulento stile neoclassico: un motivo di rami d'alloro su fasce di smalto rosso, contornate da file di diamanti a taglio rosetta, divide il guscio orizzontalmente e nella parte mediana più ampia, verticalmente in sei pannelli con al centro aquile bicipiti e trofei di battaglia.
In cima all'uovo è visibile il monogramma coronato di Marija Fëdorovna, coperto da un diamante tagliato come una lastra sottile.
L'interno l'uovo è rivestito di raso e velluto.

### Sorpresa

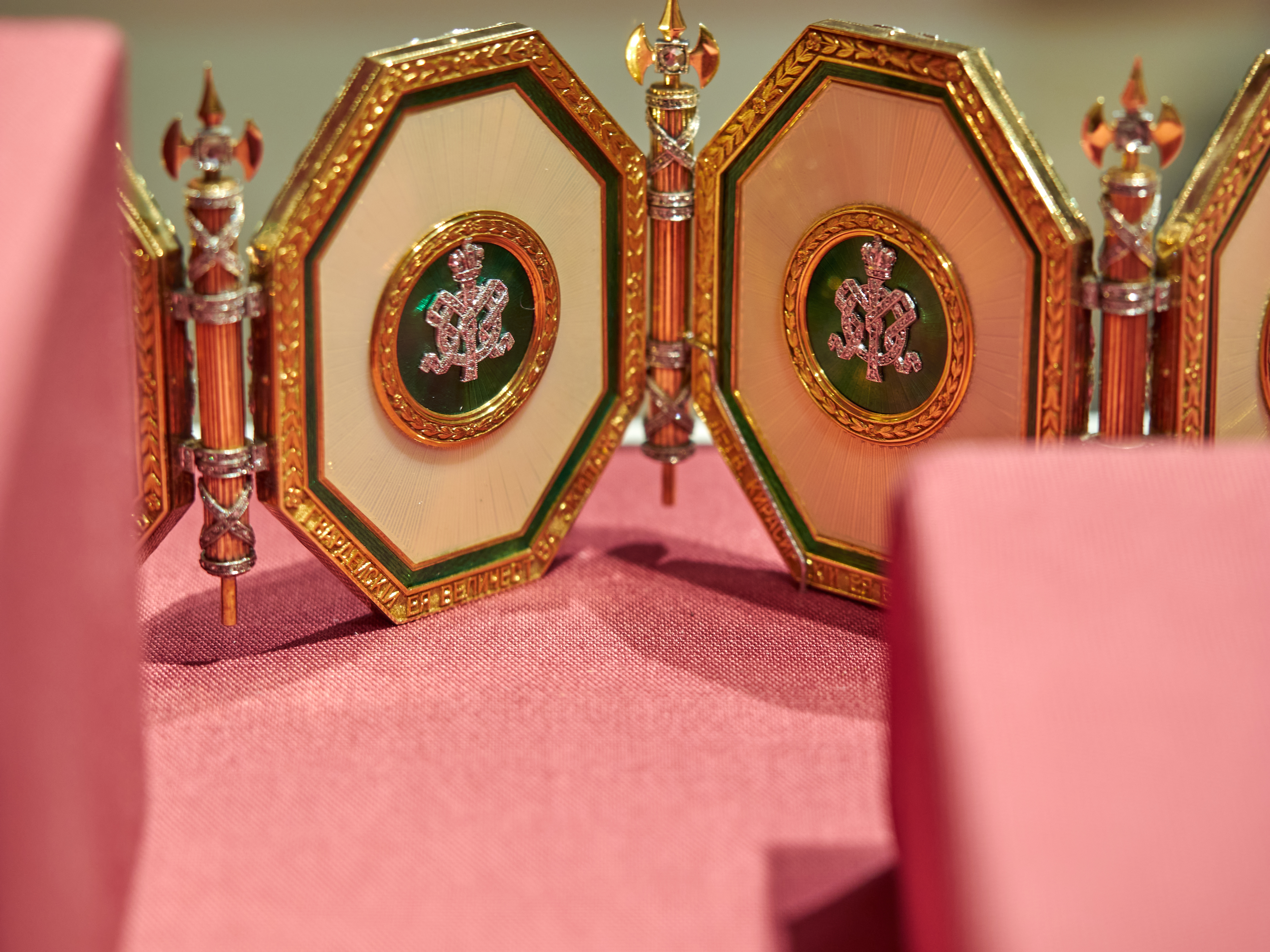
Dettaglio della sorpresa.

La sorpresa è fatta d'oro giallo, diamanti taglio rosetta, platino, smalto bianco opaco e traslucido verde.
Consiste in sei miniature dipinte a gouache su avorio, firmate "V. Zuiev 1912", che illustrano i sei reggimenti di cui Marija Fëdorovna era colonnello onorario, le miniature sono talmente dettagliate che è possibile identificare gli ufficiali della guardia navale, piuttosto che dei tiratori scelti o della cavalleria.
Ogni miniatura ha una cornice ottagonale d'oro decorata con diamanti e smalto traslucido verde smeraldo su fondo ghiglioscé; il retro dei pannelli è smaltato di bianco e reca al centro, in diamanti, il monogramma in caratteri cirillici dell'Imperatrice vedova sormontato dalla corona imperiale.
I sei pannelli sono uniti tra loro da cerniere d'oro incastonate di diamanti a forma di fascio con in mezzo un'ascia bipenne.